# Jerzy Kwiatkowski (filolog)
Jerzy Kwiatkowski (ur. 3 czerwca 1927 w Warszawie, zm. 30 grudnia 1986 w Krakowie) – polski filolog, poeta, uczestnik powstania warszawskiego.

## Życiorys
Po wojnie studiował polonistykę i doktoryzował się na Uniwersytecie Jagiellońskim w Krakowie. W latach 50. był zatrudniony w Pracowni Bibliograficznej Instytutu Badań Literackich Polskiej Akademii Nauk, w latach 1955-1958 kierował działem literatury współczesnej w Wydawnictwie Literackim. Od 1958 do śmierci pracował ponownie w IBL, tym razem jako badacz literatury XX wieku. W latach 1976–1978 oraz 1983-1984 wykładał na uniwersytecie w Clermont-Ferrand.
Badania Kwiatkowskiego skupiły się przede wszystkim na poezji XX wieku – od Leopolda Staffa do Stanisława Barańczaka. Otrzymał kilka nagród, między innymi Nagrodę Kościelskich w Genewie (1969) oraz Nagrodę im. Kazimierza Wyki (1980). Pochowany na Cmentarzu Salwatorskim w Krakowie (kwatera SC12-A-3).

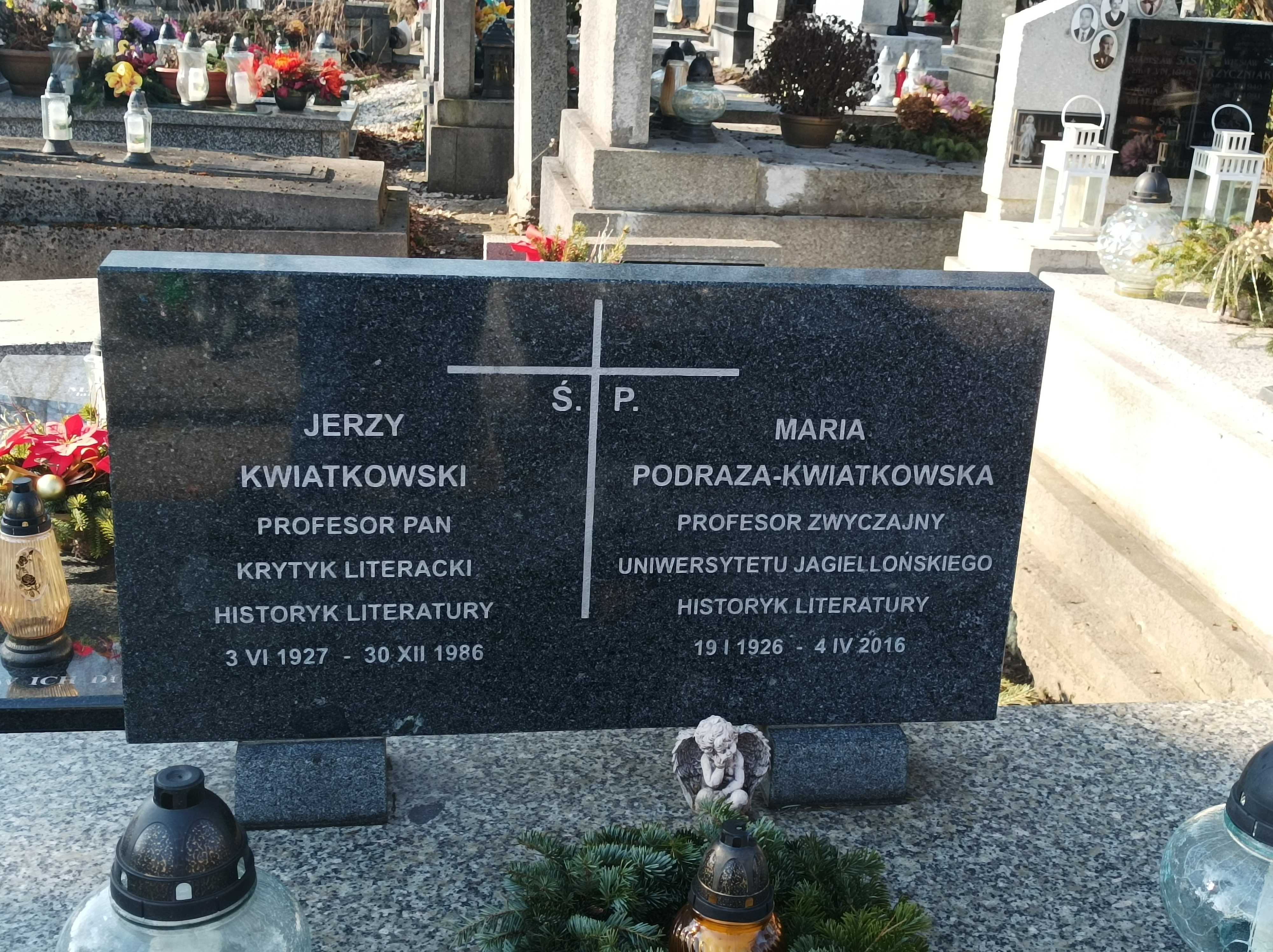
Grób prof. Jerzego i Marii Kwiatkowskich na cmentarzu Salwatorskim

## Publikacje
- 1960 – Szkice do portretów
- 1964 – Klucze do wyobraźni
- 1966 – U podstaw liryki Leopolda Staffa
- 1967 – Poezje bez granic
- 1969 – Remont pegazów
- 1972 – Świat poetycki Juliana Przybosia
- 1975 – Poezja Jarosława Iwaszkiewicza na tle dwudziestolecia międzywojennego
- Monografia Dwudziestolecie międzywojenne